# Campeonato de la WAFF 2007
El Campeonato de la WAFF 2007 fue la cuarta edición del Campeonato de la WAFF, torneo de fútbol a nivel de selecciones nacionales organizado por la Federación de Fútbol del Oeste de Asia (WAFF). Se llevó a cabo en la ciudad de Amán, en Jordania, y contó con la participación de 6 seleccionados nacionales masculinos.
Irán alcanzó su tercer título en la competición, el segundo de manera consecutiva, tras vencer en la final a Irak por 2-1.

## Elección de la sede
La Federación de Fútbol del Oeste de Asia había seleccionado inicialmente a Líbano como sede de la competición, que se iba a disputar entre el 25 de julio y el 3 de agosto de 2006 con las participaciones de los seleccionados de Catar y Emiratos Árabes Unidos. Sin embargo, el estallido de una guerra en la frontera entre Líbano e Israel a pocos días de iniciarse el campeonato obligó a la federación a posponer el torneo para el año siguiente. Posteriormente, la WAFF le quitó la organización del certamen a Líbano y lo trasladó a Jordania. Catar y Emiratos Árabes Unidos renunciaron a disputar la competición ya que su calendario se ajustaba a las fechas de disputa de la Copa Asiática 2007.

### Sede
La ciudad de Amán, capital de Jordania, volvió a albergar la competencia después de haber sido sede de la edición inaugural del año 2000. En esta oportunidad, los partidos se disputaron en el Estadio Internacional.
| Amman | Amman                       | Amman | Amman |
| Amman | Amman International Stadium |       |       |
| Amman | Capacidad: 25,000           |       |       |
| Amman |                             |       |       |

## Formato
Las 6 selecciones participantes fueron divididas en 2 grupos de 3 equipos cada una. Dentro de cada grupo, las selecciones se enfrentaron bajo el sistema de todos contra todos, a una sola rueda, de manera tal que cada una de ellas disputó dos partidos. Los puntos se computaron a razón de 3 —tres— por partido ganado, 1 —uno— en caso de empate y 0 —cero— por cada derrota.
Las dos selecciones de cada grupo mejor ubicadas en la tabla de posiciones final pasaron a las semifinales. En dicha instancia, el primero de una zona enfrentó al segundo de la otra en un solo partido. Los ganadores se cruzaron en la final, cuyo vencedor se consagró campeón.

## Equipos participantes
| Equipos participantes | Equipos participantes | Equipos participantes |
| --------------------- | --------------------- | --------------------- |
| Irak                  | Jordania              | Palestina             |
| Irán                  | Líbano                | Siria                 |

## Fase de grupos

### Grupo A
| Pos. | Equipo       | Pts. | PJ | G | E | P | GF | GC | Dif. | Clasificación |
| ---- | ------------ | ---- | -- | - | - | - | -- | -- | ---- | ------------- |
| 1    | Siria        | 6    | 2  | 2 | 0 | 0 | 2  | 0  | +2   | Semifinales   |
| 2    | Jordania (H) | 3    | 2  | 1 | 0 | 1 | 3  | 1  | +2   | Semifinales   |
| 3    | Líbano       | 0    | 2  | 0 | 0 | 2 | 0  | 4  | −4   |               |

 Fuente: RSSSF
| 16 de junio de 2007 | Líbano | 0:1 (0:1) | Siria      | Estadio Internacional, Amán |  |
|                     |        |           | Chaabo 45' |                             |  |

| 18 de junio de 2007 | Siria       | 1:0 (0:0) | Jordania | Estadio Internacional, Amán |  |
|                     | Al Baba 48' |           |          |                             |  |

| 20 de junio de 2007 | Jordania                             | 3:0 (1:0) | Líbano | Estadio Internacional, Amán |  |
|                     | Ragheb 28' · Saad 53' · Al-Saify 58' |           |        |                             |  |

### Grupo B
| Pos. | Equipo    | Pts. | PJ | G | E | P | GF | GC | Dif. | Clasificación |
| ---- | --------- | ---- | -- | - | - | - | -- | -- | ---- | ------------- |
| 1    | Irán      | 4    | 2  | 1 | 1 | 0 | 2  | 0  | +2   | Semifinales   |
| 2    | Irak      | 4    | 2  | 1 | 1 | 0 | 1  | 0  | +1   | Semifinales   |
| 3    | Palestina | 0    | 2  | 0 | 0 | 2 | 0  | 3  | −3   |               |

 Fuente: RSSSF
| 16 de junio de 2007 | Irán | 0:0 | Irak | Estadio Internacional, Amán    |  |
|                     |      |     |      | Asistencia: 1 000 espectadores |  |

| 18 de junio de 2007 | Irak            | 1:0 (0:0) | Palestina | Estadio Internacional, Amán |  |
|                     | Hawar Mulla 86' |           |           |                             |  |

| 20 de junio de 2007 | Palestina | 0:2 (0:0) | Irán                            | Estadio Internacional, Amán |  |
|                     |           |           | Meydavoudi 56' · Rajabzadeh 85' |                             |  |

## Fase de eliminatorias

### Cuadro de desarrollo
|  | Semifinales        | Semifinales |                    |   | Final | Final |
|  |                    |             |                    |   |       |       |
|  | 22 de junio – Amán |             |                    |   |       |       |
|  |                    |             |                    |   |       |       |
|  | Siria              | 0           |                    |   |       |       |
|  | Siria              | 0           | 24 de junio – Amán |   |       |       |
|  | Irak               | 3           |                    |   |       |       |
|  | Irak               | 3           | Irak               | 1 |       |       |
|  | 22 de junio – Amán |             | Irak               | 1 |       |       |
|  |                    | Irán        | 2                  |   |       |       |
|  | Irán               | Irán        | 2                  | 1 |       |       |
|  | Irán               |             |                    | 1 |       |       |
|  | Jordania           | 0           |                    |   |       |       |
|  | Jordania           | 0           |                    |   |       |       |

### Semifinales
| 22 de junio de 2007 | Siria | 0:3 (0:2) | Irak                                        | Estadio Internacional, Amán |  |
|                     |       |           | Mahmoud 10' (pen.) · Mnajed 42' · Sadir 85' |                             |  |

| 22 de junio de 2007 | Irán           | 1:0 (1:0) | Jordania | Estadio Internacional, Amán |  |
|                     | Rajabzadeh 32' |           |          |                             |  |

### Final
| 24 de junio de 2007 | Irak             | 1:2 (0:2) | Irán                        | Estadio Internacional, Amán |  |
|                     | Sadir 86' (pen.) |           | Badamaki 9' · Beikzadeh 21' |                             |  |

## Campeón
|                                  |
| Bandera de Irán                  |
| Campeón invicto Irán 3.er título |

## Estadísticas

### Tabla general
| Pos. | Equipo    | Pts | PJ | PG | PE | PP | GF | GC | Dif. | Rend.  |
| ---- | --------- | --- | -- | -- | -- | -- | -- | -- | ---- | ------ |
| 1    | Irán      | 10  | 4  | 3  | 1  | 0  | 5  | 1  | 4    | 83,33% |
| 2    | Irak      | 7   | 4  | 2  | 1  | 1  | 5  | 2  | 3    | 58,33% |
| 3    | Siria     | 6   | 3  | 2  | 0  | 1  | 2  | 3  | –1   | 66,66% |
| 4    | Jordania  | 3   | 3  | 1  | 0  | 2  | 3  | 2  | 1    | 33,33% |
| 5    | Palestina | 0   | 2  | 0  | 0  | 2  | 0  | 3  | –3   | 0%     |
| 6    | Líbano    | 0   | 2  | 0  | 0  | 2  | 0  | 4  | –4   | 0%     |

### Goleadores
| Jugador          | Selección | Goles |
| ---------------- | --------- | ----- |
| Mehdi Rajabzadeh | Irán      | 2     |
| Salih Sadir      | Irak      | 2     |